# Butterfly Vision
Pour plus de détails, voir Fiche technique et Distribution.
Butterfly Vision (Бачення метелика, Bachennya Metelyka) est un film ukraino-tchéco-croato-suédois réalisé par Maksym Nakonechnyi (uk), sorti en 2022.

## Synopsis
Lilya, soldate, revient à Kiev après des mois de captivité dans le Donbass.

## Fiche technique
Sauf indication contraire, les informations mentionnées dans cette section peuvent être confirmées par les bases de données cinématographiques IMDb et Allociné,  présentes dans la section « Liens externes ».
- Titre original : Бачення метелика, Bachennya Metelyka
- Titre français : Butterfly Vision
- Réalisation : Maksym Nakonechnyi (uk)
- Scénario : Maksym Nakonechnyi et Iryna Tsilyk
- Photographie : Khrystyna Lizogub
- Décors : Maria Khomyakova
- Costumes : Sofia Doroshenko
- Montage : Alina Gorlova et Ivor Ivezic
- Musique : Džian Baban
- Production : Darya Bassel et Yelizaveta Smit
- Sociétés de production : 4 Film, Tabor Production, MasterFilm, Sisyfos Film Production
- Sociétés de distribution : Nour Films, Wild Bunch International
- Pays de production :  Ukraine,  Tchéquie,  Croatie,  Suède
- Format : couleur — 1,85:1
- Genre : drame
- Durée : 107 minutes
- Dates de sortie :
  - France : 25 mai 2022 (Festival de Cannes 2022) ; 12 octobre 2022 (sortie nationale)
  - Ukraine : 23 octobre 2022 (Kyiv Critics Week)[1]
  - Suède : 10 novembre 2022 (Festival international du film de Stockholm)[2] Date sujette à modification

## Distribution
- Rita Burkovska : Lilya
- Lyubomyr Valivots (uk) : Tokha
- Myroslava Vytrykhovska-Makar : la mère de Lilia
- Natalia Vorojbyt : Magpie

## Distinction
- Festival de Cannes 2022 : sélection en section Un certain regard
- Festival War on Screen 2022 : Prix du Jury étudiant

## Accueil

### Critique
En France, le site Allociné propose une moyenne de 3,6⁄5, après avoir recensé 18 critiques de presse.